# Berghausen (Rhénanie-Palatinat)
Pour les articles homonymes, voir Berghausen.
Berghausen est une municipalité du Verbandsgemeinde Katzenelnbogen, dans l'arrondissement de Rhin-Lahn, en Rhénanie-Palatinat, dans l'ouest de l'Allemagne.